# シマユキカズラ
シマユキカズラ Pileostegia viburnoides Hook. et Thoms. は、アジサイ科の蔓植物。花序には装飾花が無く、花には花弁がない。

## 特徴
常緑性の藤本。岩や樹木によじ登り、時には高さ15mにも達する。全株無毛。茎は褐色から紫褐色で、下面からは気根を多数生じる。古い茎は褐色から灰褐色になるが、皮目は生じない。太くなった茎は直径5cmに達する。
葉は対生、葉柄は長さ1-3cm、紫褐色を帯びる。葉身は革質で倒披針形から倒卵状長楕円形、あるいは楕円形をしており、長さは6-10cm、時に15cmに達し、幅は2.5-6cmになる。葉先は丸まり、最先端が小さく突出する。基部はくさび形か丸く、縁は滑らかだが幼時にはまばらに低い鋸歯が出る。葉の表面は暗緑色で光沢があり、中脈は僅かにくぼむ。裏面は色が淡く、中脈ははっきりと隆起している。側脈は6-12対あって、それぞれその先端は葉の縁には届かず、その前に上に曲がって次の側脈に繋がる。
ただし葉の大きさに変異が大きく、特に細く若い枝ではある節に長さ2cmの葉があっても、次の節には20cmにもなる葉が出ることがある。そんな大きな葉の付く節が続いても、また次の節には小さな葉が出たりもする。
花期は8-9月。花序は円錐状で、枝の先に生じ、長6-15cm、幅10-20cmになる。花は全て両性花であり、装飾花はない。個々の花の柄は長さ3-8mm、微小な葉状の付属物が少数着いている。花筒は円錐形、長さ3-4mm、萼裂片は三角形で長さ1mmほどで、平らに開く。蕾はほぼ球形。花弁は卵形で白いが、先端で互いにくっつきあって帽子のような形になり、開花の際には全部がまとまって脱落する。従って開花時の花は花弁がない。雄蕊は12-15本あり、淡緑の花盤の縁に並ぶ。花糸は長さ4-5mm、波打つように曲がっており、先端の葯は淡黄色で卵形、長さ0.5mm。子房は半下位。果実は倒円錐形で長さ3-4mm、種子は1mmほど。
和名については琉球の島嶼に生えるユキノシタ科（旧）の蔓植物の意味であろうとの声もある。

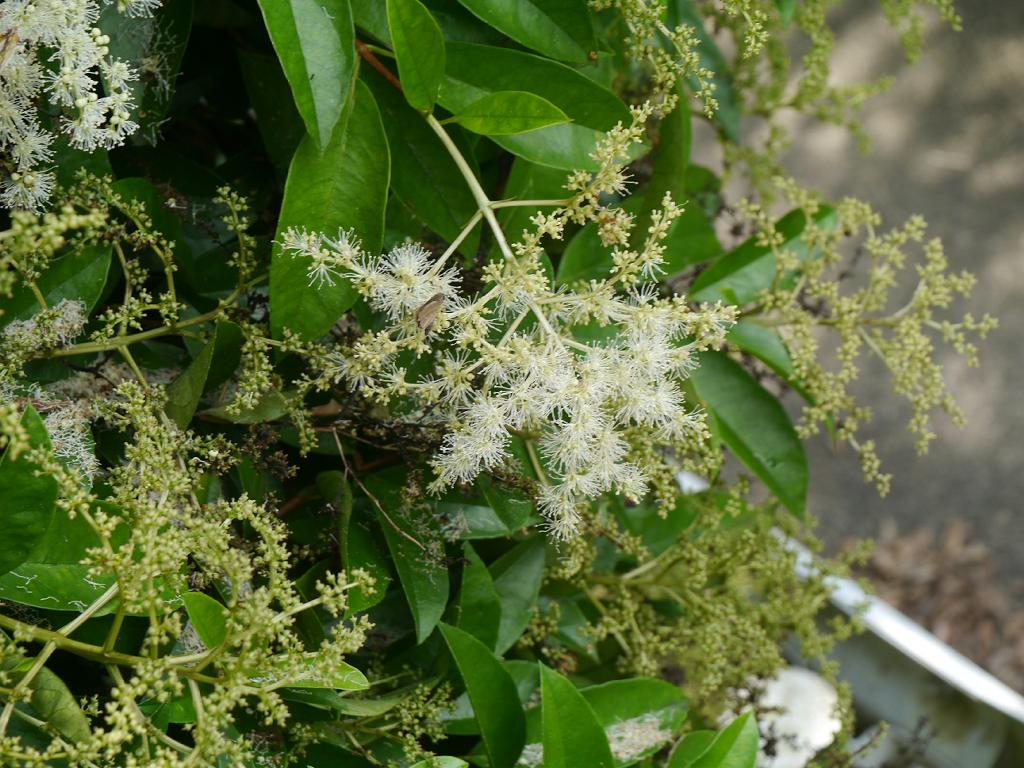
開花中の花序
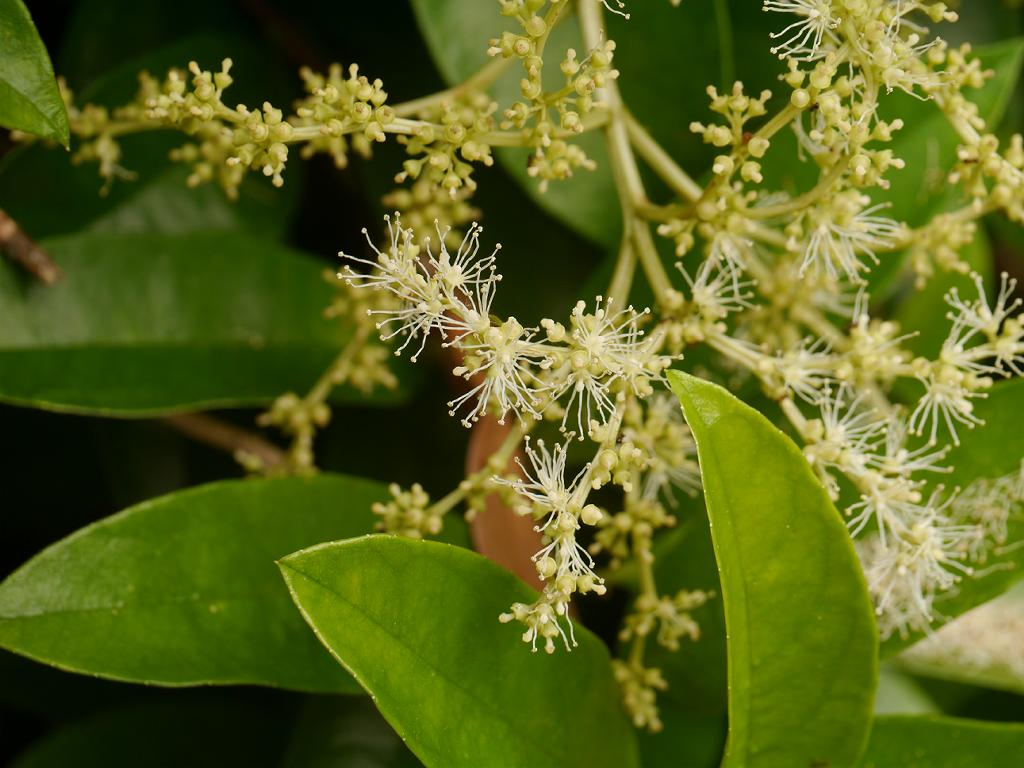
花と花序の枝
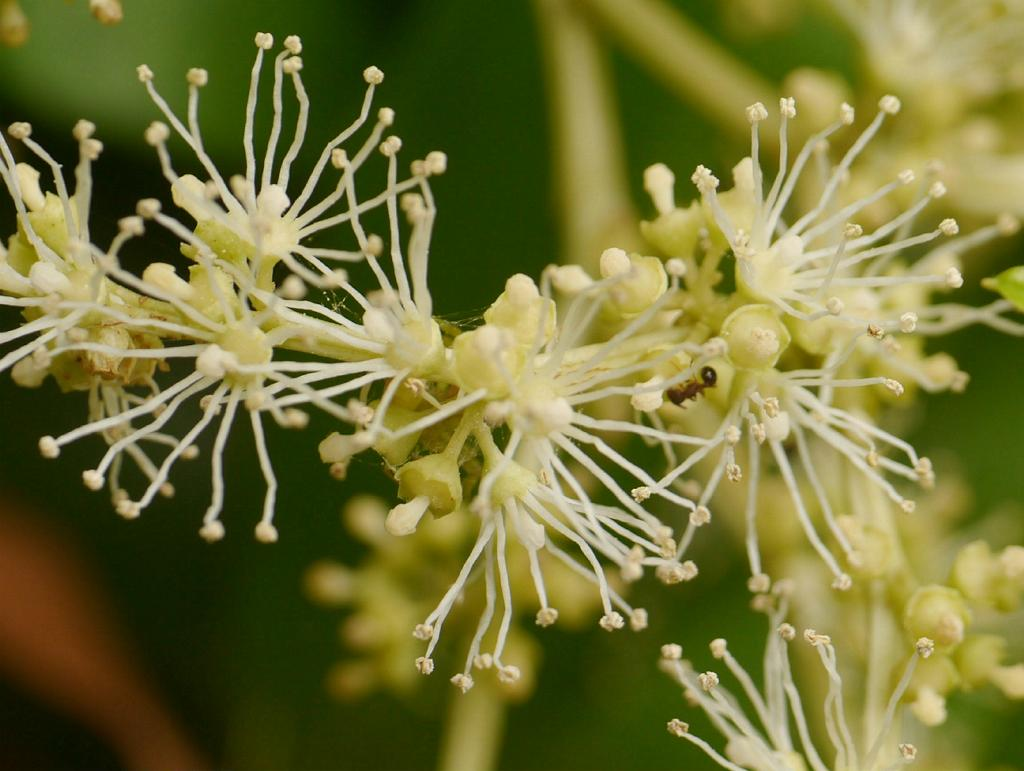
花の様子
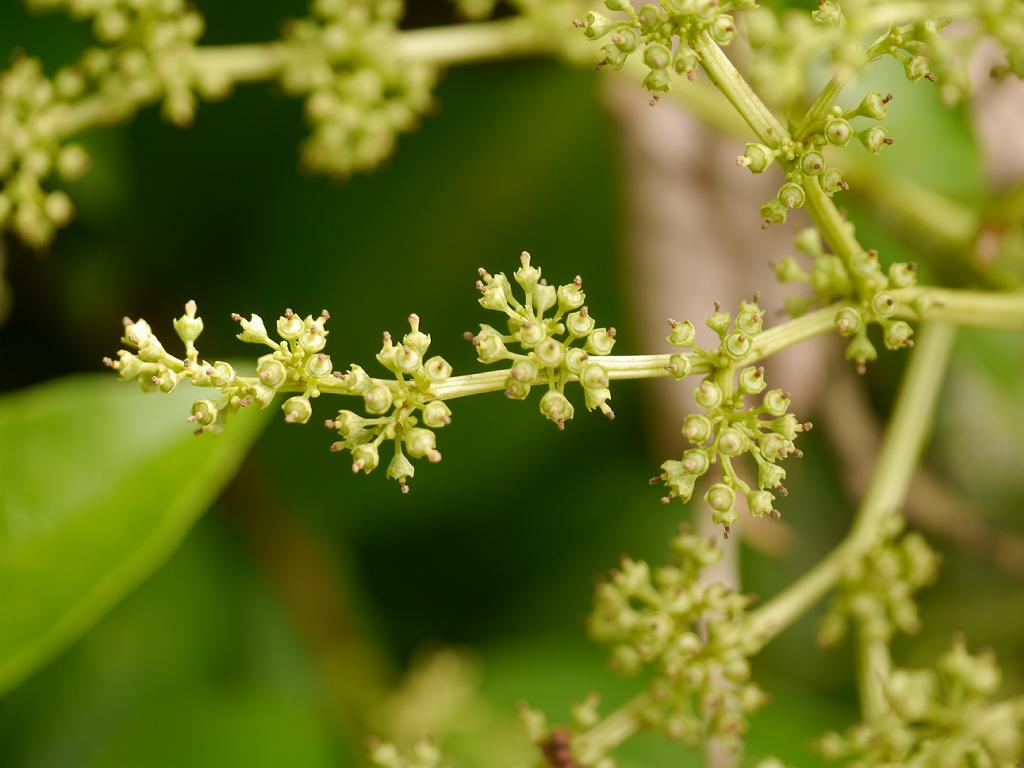
花の終わった枝
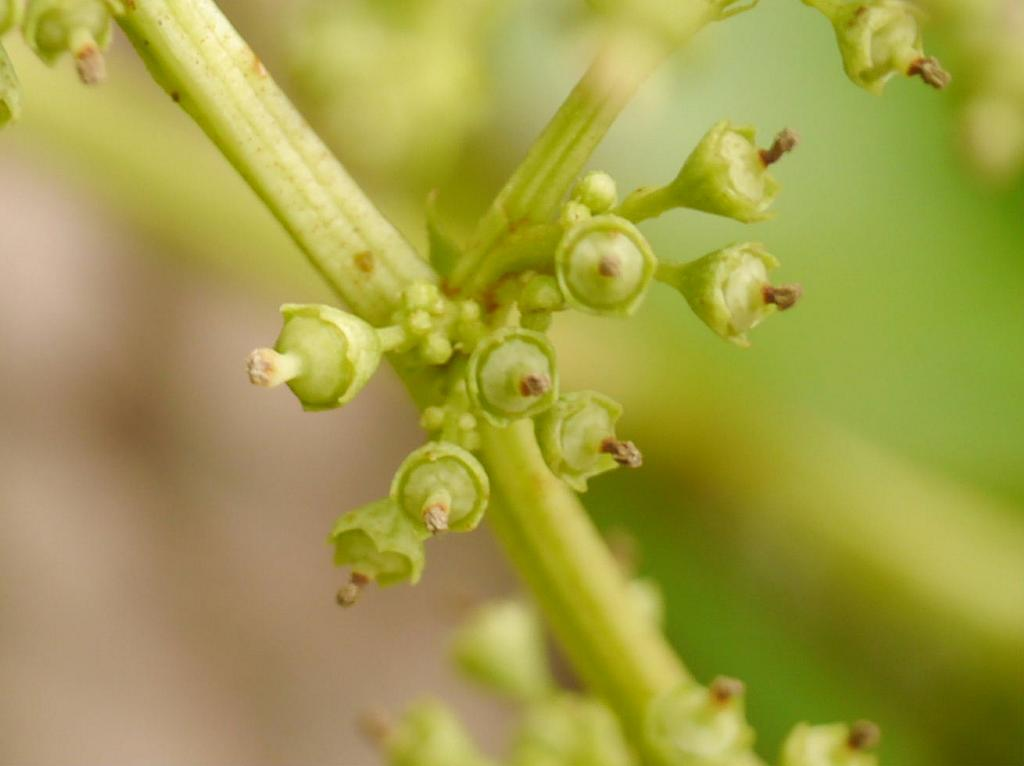
終了後の花

## 分布と生育環境など
日本での分布は琉球列島では奄美大島以南の主要な島にあり、飛び離れて本州は和歌山県に分布する。国外では台湾、中国からヒマラヤにも産する。
山地森林に見られる。最初は地表を這い回ることが多く、次第に岩や樹幹に這い上がる。地表を這う時には茎は細くそこに生じる葉は小さい。普通は長さ2-6cmで、先端が丸いことが多い。

### 和歌山県の分布について
本種が和歌山県で発見されたのは1979年であり、瀬戸がこれを本種と同定した。その花を確認して報告が行われたのが1981年である。その生育地は本宮町で和歌山県とはいえ奈良県境に近い地点であり、標高110-150mの地域である。現在の生育地はスギの植林となっており、本種はスギの木によく這い上って開花している。更に付近の一部に自然林が残っており、岩壁があり、アラカシやツブラジイなどの樹木があり、本種はこの岩壁や樹木にも上って開花している。瀬戸らはこのような状態が本来のものであろうとしている。彼らはこの生育地が人為的に持ち込まれたことを想定しておらず、また近年になって南の分布域から北進したことも想定しがたいとしている。また、9月になると花序が枯れ始めるのが観察されており、また昨年の花序の枯れ枝にも結実の跡が見られないことから、本種はこの地では結実はしないのではないかと見ている。それ以降、この地域以外で本種が発見されておらず、2001年の和歌山県のレッドリストでは現状に変化はなく、ただし植林であるので伐採などでの影響が懸念されるとしている。なお、この生育地は2015年現在でも健在であり、2015年9月4日付の地元紙「紀伊民報」で花の写真とともに紹介されている。
和歌山県は例えばシラタマカズラのように琉球列島に分布する植物の北限となっている例が少なくないが、それらは大抵四国と九州の南部にも分布があり、また、海岸線沿いに生育する例が多い。本種のように九州四国を飛ばして和歌山県、しかも標高は高くないとはいえ、内陸部に分布する例は珍しい。

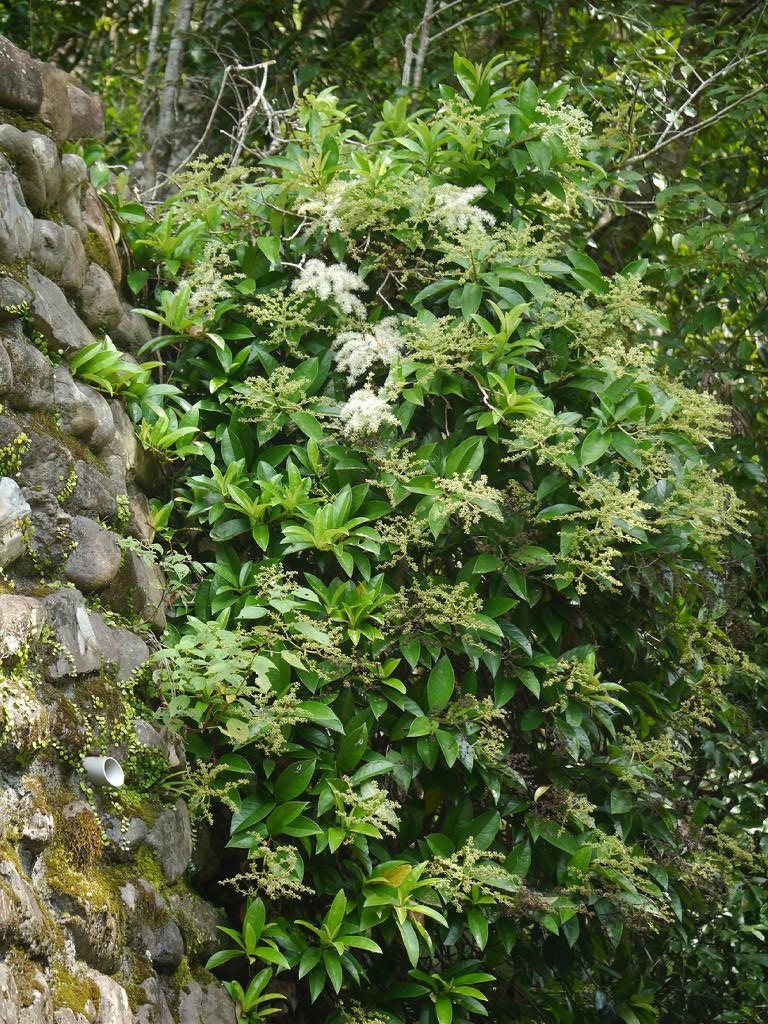
石垣から垂れ下がって開花中の株（和歌山県）
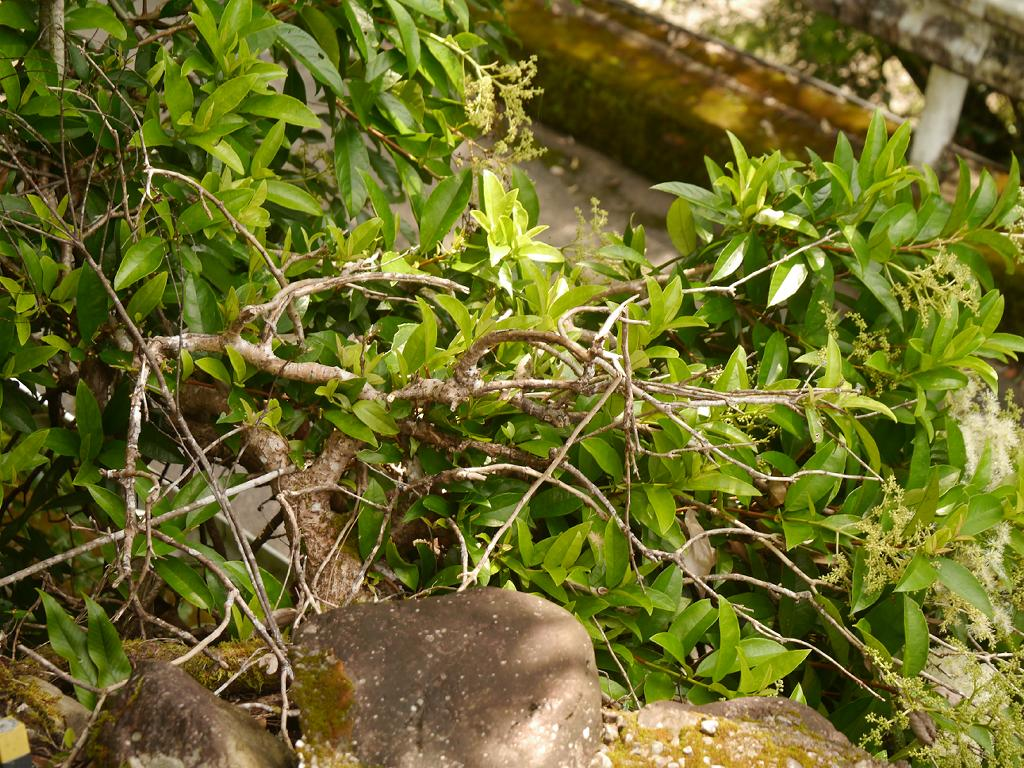
その株の根元（同）
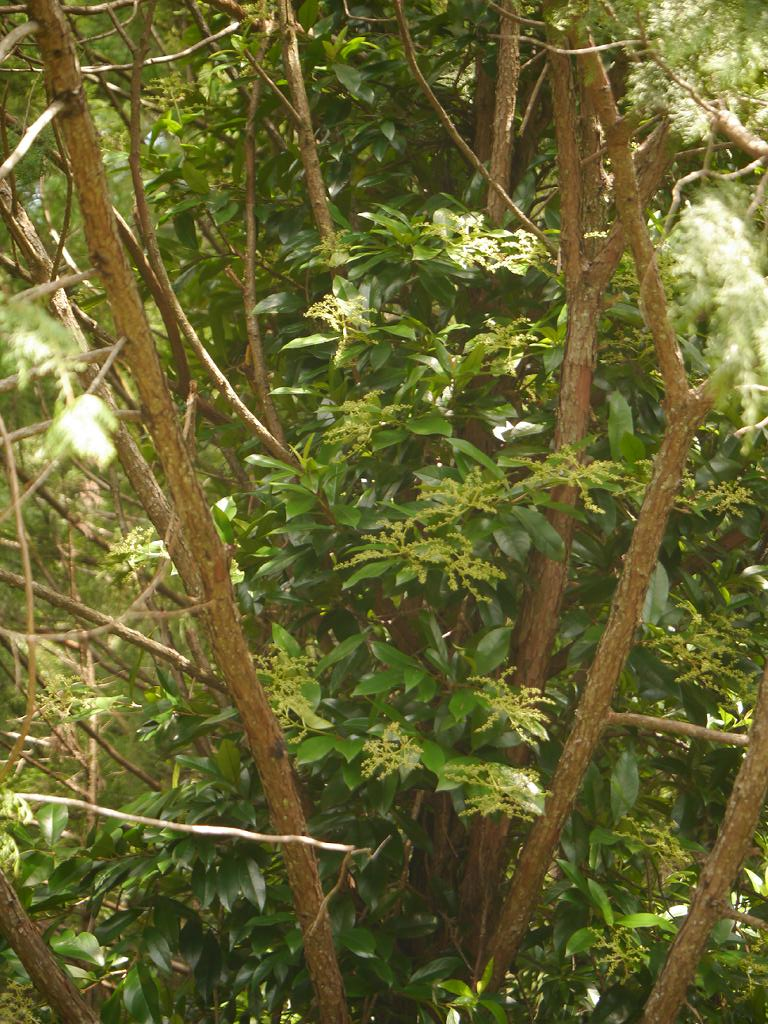
立木に登って開花中（同）
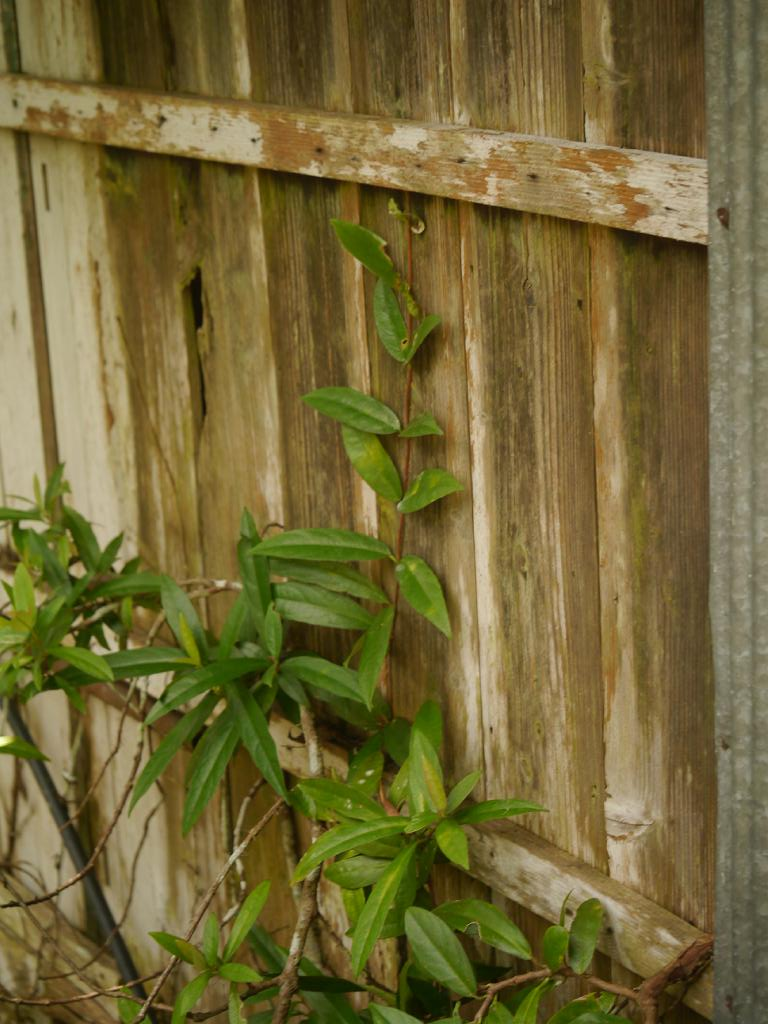
板壁に這い登るところ（同）
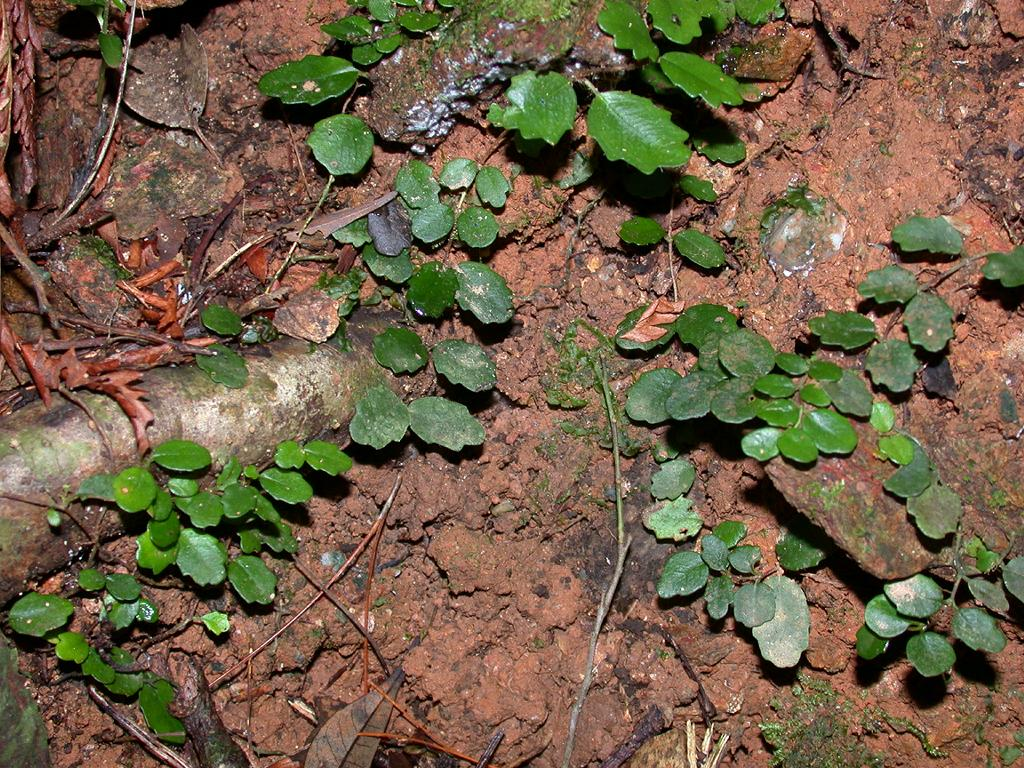
地表を這う茎と小さな葉（沖縄本島）

## 分類
シマユキカズラ属は東アジアからヒマラヤにかけて3種ほどがあるが、日本には本種のみが知られている。
イワガラミ属に近縁とされる。違いとしては装飾花を持たないことが挙げられる。装飾花を持たないものとしてはデクマリア属 Decumaria があり、これは中国と北アメリカに1種ずつを産する。ただしこの属では7-10枚の花弁があって、開花時には平らに広がる。また雄蕊が20-30本にもなる。

## 利害
特にないが、和歌山県の生育地では地元の人間がこれをスギノカズラと呼び、スギ植林の育成を妨げるとして刈り取ったとある。

## 保護の状況
環境省のレッドデータには取り上げられていない。県別では和歌山県で絶滅危惧I類に、鹿児島県で準絶滅危惧に指定されている。いずれも北限での指定であり、それ以南では普通種であることを反映している。